# 사회주의 지향 시장 경제

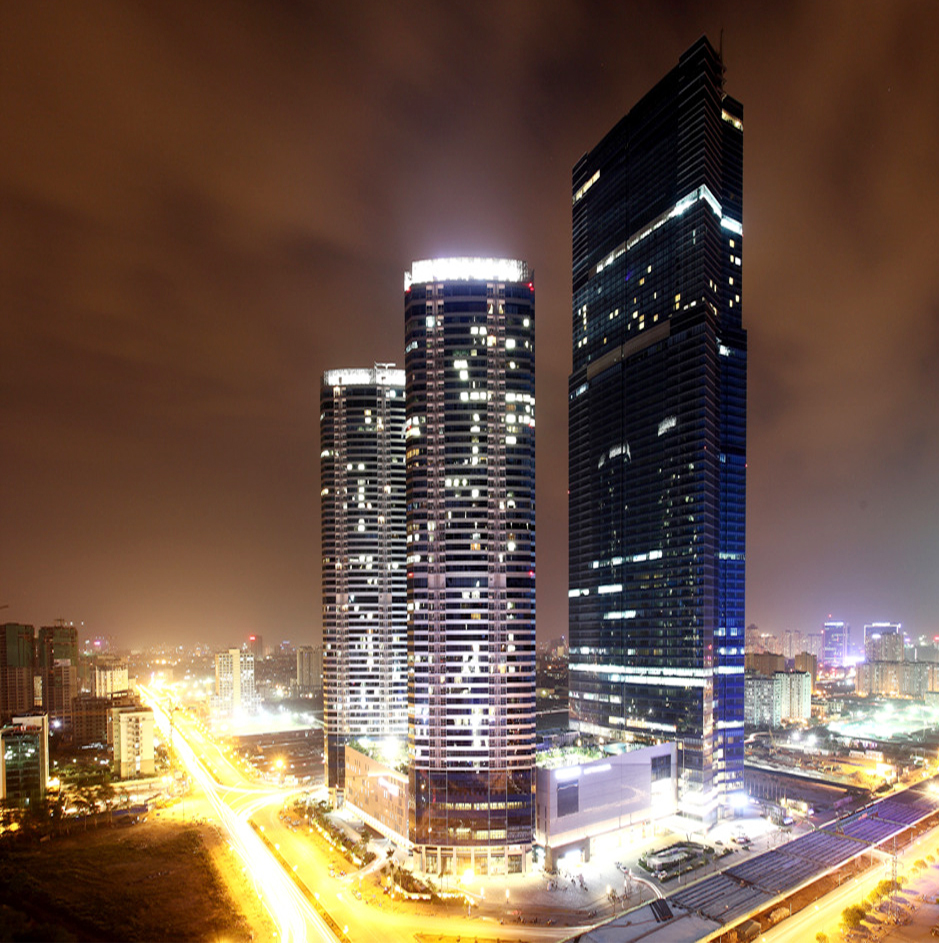
경남 하노이 랜드마크 타워

사회주의 지향 시장 경제(社會主義定向市場經濟, 베트남어: Kinh tế thị trường định hướng xã hội chủ nghĩa)는 베트남의 공식 경제 이론이다. 베트남의 현재 상황을 개발도상국으로 파악하고 사회주의 생산양식의 도래라는 장기적 목표에 다다르기 위해 다변화된 시장 경제를 도입하는 것을 골자로 한다. 기존의 계획 경제를 시장 기반의 혼합 경제로 대체한 도이 머이의 이론적 기반으로 베트남은 이를 통해 세계 시장에 편입되었다.

## 배경
베트남에서는 1979년부터 이미 시장 경제의 도입을 두고 갈등이 있었다. 국가가 경제를 장악하지 못한 상태에서 진행된 계획 경제는 결과적으로 거대한 암시장의 형성을 불러와 시장이 이중화되었다. 1986년 당시 베트남의 경제 상황은 587.2%의 인플레이션을 기록하는 등 심각한 위기에 놓여 있었다.
1986년 12월에 열린 베트남 공산당 제6차 당대회는 경제 개발을 위한 도이 머이(베트남어: Đổi Mới, 쇄신) 추진을 의결하였다. 베트남어에서 "도이 머이"는 쇄신을 뜻하는 동사이지만, 이 당대회 이후 이루어진 경제 개혁을 뜻하는 말로 널리 쓰이게 되었다. 당시 베트남은 1975년 종전과 통일이후 10여년에 가까운 계획 경제를 추진하고 있었으나 산업 전반에서 여러 문제를 보이고 있었다. 베트남 공산당은 중국 덩샤오핑의 개혁 개방 추진을 참조하여 시장 경제를 도입하기로 하였고 경제 개혁의 이론적 배경으로 사회주의 기반의 시장 경제 개념을 도입하였다.

## 이론
베트남 공산당은 사회주의 기반의 시장 경제 역시 마르크스주의에 입각한 경제 개발이며 현대의 세계화 기조에 대응하기 위한 핵심 경제 노선이라고 주장한다. 베트남 공산당은 도이 머이 개혁이야말로 사회주의 경제 발전 그 자체라고 확언한 바 있다. 마르크스주의는 사회주의 계획 경제는 그것을 뒷받침할 충분한 생산력의 발전을 전제로 하기 때문에 시장 경제와 상품 교환 경제는 현 단계에서 생산력을 발전시켜 사회주의 그 자체로 전환되기 위한 필요충분조건이라는 것이다. 이 이론을 제안한 측에서는 소련 주도의 경제 정책은 경제 기반의 발전 정도를 도외시 한 채 도식적으로 계획 경제를 도입하여 그것을 이루기 위한 필요충분조건의 성숙 정도를 해아리지 못하여 실패하였다고 본다. 따라서 충분한 생산력의 발전을 이룰 때까지 사회주의에 기반한 시장 경제 정책을 펼 필요가 있다는 것이다.

## 추진
사회주의 기반의 시장 경제는 기존의 소련식 계획 경제를 폐기하고 시장 기반의 혼합 경제로 전환하는 사회주의 경제 이론이다. 시장 경제를 폭 넓게 수용하여 세계 시장에 편입하여 생산력의 증대와 기술 발전을 이루고 이것을 사회주의 발전의 기반으로 삼겠다는 목표를 갖고 있다.
사회주의 기반의 시장 경제 정책에 따라 추진된 도이 머이는 우선 베트남의 농업에 큰 변화를 가져왔다. 토지의 소유권은 여전히 국가에 있지만, 이를 장기 임대 형식으로 농민에게 불하한 것이다. 이로서 기존의 농업협동조합 형태의 집단농장이 해체되고 가구 단위의 농사를 짓게 되었다. 혼합 경제 추친은 산업을 민간 부분과 국가 부분으로 나누어 민간 부분에 대해서는 시장 경제를 적극 도입하되 국가 부분은 지속적으로 확고한 역할을 유지하고자 하였다. 그러나 기존의 중공업 위주의 국영 산업도 구조조정이 이루어져 경공업과 농업가공, 그리고 외국인 투자 기업으로 노동 인구가 이동하였다.

### 중국 개혁 개방 정책과의 비교
중국의 개혁 개방 정책과 달리 베트남의 사회주의 기반의 시장 경제는 사회주의나 시장 사회주의의 개념을 특별히 정립하여 구분하지 않는다. 대신 다변화된 시장 경제 시스템을 오랫 동안 운영하여 서서히 사회주의로 이행한다고 설명한다. 이러한 이행을 이루는 추진력은 오로지 생산력의 발전으로 충분한 기술적 가능성을 얻게 되면 사회주의의 온전한 구현이 가능하게 되리라는 것이다.
베트남의 사회주의 기반의 시장 경제에서 주요 산업은 여전히 국영으로 운영되고 관리되기 때문에 산업의 사유화는 중국에 비해 크지 않다.

## 평가
사회주의 기반의 시장 경제를 바탕으로 추진된 도이 머이는 대체적으로 긍정적인 평가를 받는다. 도이 머이 이후 30여년이 지난 2018년 현재 베트남의 경제 규모는 14배로 성장하였다. 특히 1991년 - 1997년 사이의 연간 성장률은 매해 8~9%에 달했다.
베트남의 시장 경제 도입은 자본주의화로 평가되기도 한다. 이와 더불어 사회주의 국가가 오히려 노동자의 권익 보호에 취약하다는 비판이 있다. 기존의 산별 노조가 지역 단위로 묶여있어 개별 사업장의 노동자 권익을 보호하지 못한다는 것이다.

## 같이 보기
- 개발도상국
- 통제 경제
- 베트남의 경제
- 시장 사회주의
- 국가자본주의